# Louis Caron
Pour les articles homonymes, voir Caron et Louis Caron (homonymie).
Louis Caron, né le 21 juillet 1942 à Sorel (Québec), est un journaliste, romancier, conteur et scénariste québécois.

## Biographie
Louis Caron a étudié au Séminaire de Nicolet. À partir de 18 ans, il exerce des métiers divers tel le journalisme jusqu'en 1976 avant de se consacrer à la littérature. 
Ses premiers romans — Le Bonhomme Sept-Heures (1978), L'Emmitouflé (1977) — font vite la une des journaux en attirant le public et provoquant maintes critiques. Sa réputation de conteur et de grand écrivain populaire s'est confirmée à la suite de ses nouveaux écrits [réf. souhaitée]. En 1979 et 1980, il assure la présidence de l'Union des écrivains québécois.
Il est l'un des scénaristes de la série télévisée Lance et compte de Réjean Tremblay, puis de la série O' [réf. souhaitée].
Caron est un descendant de la dynastie architecturale québécoise la famille Caron. Il écrit sur leur héritage dans sa trilogie Le Temps des bâtisseurs.

## Œuvres
- L'Illusionniste, suivi de Le Guetteur - éditeur : Trois-Rivières : Écrits des Forges  - 1973 -
- L'Emmitouflé - éditeur : Paris, éditions Robert Laffont - 1977
- Le Bonhomme Sept-heures - éditeur :  Paris, éditions Robert Laffont -  (ISBN 0776130307)
- Les Fils de la liberté I. Le Canard de bois - éditeur : Paris, Seuil - 1981 -  (ISBN 2020058898)
- Les Fils de la liberté II. La Corne de brume - éditeur : Paris, Seuil - 1982 -  (ISBN 2020064790)
- Racontages - éditeur : Montréal, Boréal express - 1983 -  (ISBN 2890520846)
- Le Vrai Voyage de Jacques Cartier - éditeur : Montréal, Art global - 1984
- Marco-Polo-Le nouveau livre des merveilles - éditeur : Paris, Solin - 1985
- La Vie d'artiste - éditeur : Montréal, Boréal - 1987 -  (ISBN 2890522083)
- Au fond des mers  - éditeur :  Montréal, Éditions du Boréal - 1987 -  (ISBN 2890522091)
- Les Fils de la liberté III. Le coup de poing - éditeur : Paris, Seuil - 1990 -  (ISBN 2020105918)
- Les Chemins du Nord I. La tuque et le béret - Paris : Éditions de l'Archipel - 1992-1993 -  (ISBN 2909241173)
- Les Chemins du Nord II. Le Bouleau et l'épinette - Paris : Éditions de l'Archipel -  1993 -  (ISBN 2-909241-40-8)
- Montréal : un parfum d'îles - éditeur : Montréal, Stanké - 1994 -  (ISBN 2-7604-0458-7)
- Terre des Inuit - éditeur : Montréal, Édirom  - 1997 -  (ISBN 2-920718-68-1)
- Les Chemins du Nord III. L'Outarde et la Palombe - éditeur : Paris, L'Archipel - 1999 -  (ISBN 2-84187-165-7)
- Le Corps collectionneur (collectif) - éditeur : Saint-Lambert, Heures bleues - 2000 -  (ISBN 2-922265-14-5)
- Il n'y a plus d'Amérique - éditeur : Éditions du Boréal - 2002 -  (ISBN 2-7646-0160-3)
- Tête heureuse - éditeur : Montréal, Boréal - 2005 -  (ISBN 2-7646-0413-0)
- Le Temps des bâtisseurs 1. Le Visionnaire - éditeur : Paris, L'Archipel - 2015 -  (ISBN 2-8098-1692-1)
- Le Temps des bâtisseurs 2. Le Prodige - éditeur : Paris, L'Archipel - 2019 -  (ISBN 9782809826180)

## Honneurs
- 1977 - Prix Québec-Paris, L'Emmitouflé
- 1981 - Finaliste au Prix du Gouverneur général, Le canard de bois
- 1982 - Finaliste au Prix du Gouverneur général, Les fils de la liberté II : La corne de brume
- 1982 - Prix Jean-HamelinLes fils de la liberté
- 1984 - Prix Ludger-Duvernay
- 1995 - Membre de l'Académie des lettres du Québec
- 2000 - Prix littéraire des professionnels de la documentation, L'outarde et la palombre